# Schlänitzsee (See)
Als Schlänitzsee wird die seenartige Verbreiterung des Havelnebenflusses Wublitz bezeichnet. Er liegt im nördlichen Westen von Potsdam. 

## Name
Der See wurde 1602 als Schleinitze erstmals schriftlich erwähnt. Der Name leitet sich von altpolabisch *slon für „salzig“.

## Lage und Beschreibung
An seinem Ostufer befindet sich der Potsdamer Ortsteil Schlänitz und nördlich davon der Ortsteil Marquardt. Die Bundeswasserstraße Sacrow-Paretzer-Kanal quert den See in Ost-West-Richtung. Im Verlauf des Flusses Wublitz in Nord-Süd-Richtung hat der See eine Länge von etwa zwei Kilometern. Seine Breite im Verlauf des Kanals beträgt kaum 1000 Meter. Am nordöstlichen Ufer befindet sich der Park und das Schloss Marquardt. 

## Geologie
Der Schlänitzsee liegt in einer eiszeitlichen Rinne, die vor etwa 19.000 Jahren im Zuge des Weichselhochglazials entstand.

## Hydromorphologie

### Wassertiefen und Schichtung
Seine Wassertiefe ist gering und wird mit weniger als einem Meter angegeben. In der ausgetonnten Fahrrinne der Kanalquerung beträgt die Wassertiefe mindestens viereinhalb Meter. Der Kanalabschnitt wird in regelmäßigen Abständen gebaggert. Der See wird als mesotroph und das Wasser als gering eutroph bezeichnet. Vom Typ her ist er ein kalkreicher, geschichteter See mit relativ großem Einzugsgebiet und der Schichtung des Wassers in verschiedenen Temperatur- bzw. Konvektionsebenen. Die Sichttiefen liegen im Sommer auf Grund des Anteils an Phytoplankton bei einem Meter.

### Der Seegrund
Der Seegrund ist feinsandig bis grobkiesig. Im Sommer ist der See in großen Bereichen wegen der geringen Wassertiefe verkrautet.

### Der Uferbereich / Pflanzen
Die flach abfallenden Ufer sind von einem sumpfigen Schilfgürtel gesäumt. Seeseitig vorgelagert gibt es einen breiten Schilfrohrgürtel mit dichten Rohrkolbenbeständen und Binsenbewuchs (Cladium mariscus). Im flachen Wasser wächst Kalmus. Einige Uferbereiche sind von Erlen und Weidenbüschen bewachsen.

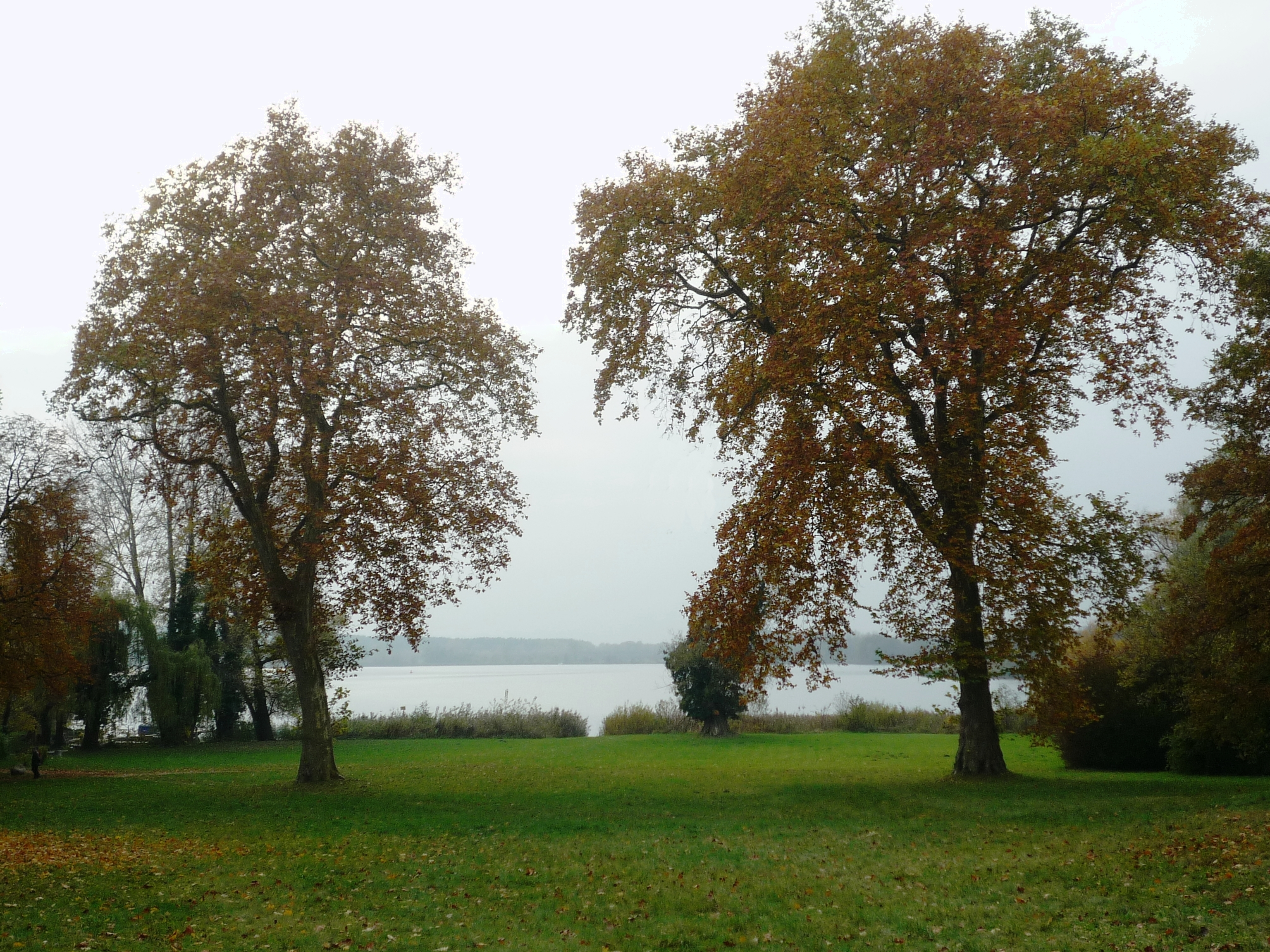
Blick vom Schlosspark auf den See

## Karten
- Folke Stender: Redaktion Sportschifffahrtskarten Binnen 1 Nautische Veröffentlichung Verlagsgesellschaft ISBN 3-926376-10-4.
- Autorenkollektiv: W. Ciesla, H. Czesienski, W. Schlomm, K. Senzel, D. Weidner, Schiffahrtskarten der Binnenwasserstraßen der Deutschen Demokratischen Republik 1:10.000, Band 3 Herausgeber: Wasserstraßenaufsichtsamt der DDR, Berlin 1988 OCLC 830889996